# アラベスク (シューマン)
アラベスク（Arabeske）ハ長調作品18は、ロベルト・シューマンが1839年に発表したピアノ曲。『アラベスク』と題するピアノ曲は、クロード・ドビュッシーなどその他の作曲家にも多く書かれているが、シューマンが最初である。

## 作曲
1838年から1839年にかけてのウィーン滞在中に作曲された。この滞在では『新音楽時報』の拡大という本来の目的は果たせなかったが、音楽関係者との出会いは多く、創作面でも半年ほどの間にこの作品や『花の曲』、『フモレスケ』、ピアノソナタ第2番の改訂版終楽章や『ウィーンの謝肉祭の道化』の前半4楽章などの作品が次々と書かれている。作品は1838年中に完成したとシューマンは記しており、1839年にウィーンで出版され、『花の曲』と並んで友人の陸軍少佐夫人フリードリケ・ゼーレ (Friederike Serre) に献呈された。
1839年1月26日付のクララ・ヴィーク宛の手紙でシューマンは、「主題のない変奏曲 (Variationen über kein Thema) を仕上げました。この作品は花飾り (Guirlande) と名付けるつもりです。もう一つの小品、ロンドレット (Rondelett) も書き上げました。それからいま手元にある小さいものをきっちりと束ねて、「小さい花の曲」(Kleine Blumenstücke) と名付けたいのです」と記している。クララはこの「花飾り」が『アラベスク』を指すとみなしたが、形式上は『花の曲』がより「変奏曲」にふさわしいという指摘もあり、「ロンドレット」がこの作品を指すとされることもある。
作品は優美で繊細なテクスチュアを持ち、ウィーンの「軽い」趣味を意識したと推測される。「ウィーンのご婦人皆のお気に入りの作曲家という地位に上りつめたいのです」と友人への手紙に記したシューマンは、この作品と『花の曲』を「か弱い、女性向けの」作品と称しており、「宝石のように美しい」「強い説得力をもった密度の濃い作品」とも評される。

## 楽曲
曲はABACA+コーダ（"終わりに" Zum Schluß）のロンド形式で書かれており、付点リズムと内声部が絡み合う繊細な主題（譜例）に、「ミノーレ」(Minore、短調) と記されたホ短調とイ短調のエピソードが挿入されている。特にホ短調のエピソードの後に続く移行部や、コーダに見られる細やかなテンポの変化の指示、夢見るような穏やかな音楽は、シューマン独自の魅力である。